# Dobrá Voda u Pelhřimova
Dobrá Voda (deutsch Gutwasser) ist eine Gemeinde in Tschechien. Sie liegt neun Kilometer südöstlich von Pelhřimov und gehört zum Okres Pelhřimov. 

## Geographie
Dobrá Voda befindet sich linksseitig des Baches Podlesník auf dem Sattel der Čihalka (673 m) in der Böhmisch-Mährischen Höhe. Nordöstlich erhebt sich im Prachatický les der Švejbory (666 m) und im Osten der Blažkův vrch (717 m). Dobrá Voda liegt an der Eisenbahn von Pelhřimov nach Jindřichův Hradec, im Dorf gibt es eine Bahnstation.
Nachbarorte sind Domeček und Radňov im Norden, Letny und Lešov im Nordosten, Chrástov im Osten, Nová Buková im Südosten, Rohovka im Süden, Benátky im Südwesten, Houserovka im Westen sowie Rovná und Zajíčkov im Nordwesten.

## Geschichte
Die erste urkundliche Erwähnung des Dorfes stammt aus dem Jahre 1414. Zwischen 1572 und 1850 gehörte es zur Herrschaft Pelhřimov. Danach bildete Dobrá Voda eine Gemeinde, zu der der Ortsteil Rohovka gehörte.
1980 erfolgte die Eingemeindung nach Pelhřimov, seit 1992 ist Dobrá Voda wieder eine eigenständige Gemeinde. 

## Gemeindegliederung
Die Gemeinde Dobrá Voda besteht aus den Ortsteilen Dobrá Voda (Gutwasser), Letny (Letna) und Rohovka (Rohowka).
Das Gemeindegebiet gliedert sich in die Katastralbezirke Dobrá Voda u Pelhřimova und Rohovka.

## Sehenswürdigkeiten
- Kapelle mit Glockenturm am Dorfplatz, erbaut 1836

## Söhne und Töchter der Gemeinde
- Jan Vladimír Průša (1906–1930), Schriftsteller
- Jaroslav Kos (* 1917), Mediziner
- Jan Kušta (1845–1900), Paläontologe, geboren in Rohovka